# Hector (Arkansas)
Hector è un comune degli Stati Uniti d'America, situato in Arkansas, nella contea di Pope.